# کورس اسمارت
کورس اسمارت (به انگلیسی: CourseSmart, LLC) یک شرکت آمریکایی فعال در زمینه تولید کتاب‌های الکترونیکی آموزشی است. به عنوان یک جایگزین برای خرید کتاب درسی چاپی، دانش آموزان می‌توانند نسخه الکترونیکی همان محتوای درسی را خریداری کنند. با کتاب درسی الکترونیکی کورس اسمارت، دانش آموزان می‌توانند در متن جستجو کرده، به طور برخط یادداشت برداری نموده، تکالیف خواندنی را چاپ کرده، یادداشت‌های حاصل از سخنرانی را یکپارچه نموده و صفحات مهم را برای مرور بعدی نشانه گذاری کنند. 